# Wienerberger
Wienerberger — крупнейший в мире производитель керамических строительных материалов, представленный 195 заводами в 30 странах мира.

## История
Концерн Wienerberger вырос из небольшого австрийского предприятия, основанного Алоисом Мисбахом в 1819 году в районе Винерберг города Вены.
В 1869 году компания была зарегистрирована на Венской фондовой бирже. Акции компании имеют листинг на Венской фондовой бирже с 1869 года, 100 % которых находятся в свободном обращении. Кроме того, акции компании включены в базу расчёта индекса ATX Венской биржи.
В 1986 году началась стремительная экспансия предприятия и выход на международную арену. За короткий срок небольшая австрийская компания превратилась в мирового лидера по производству керамического кирпича и черепицы.   
Wienerberger в России       
На российском рынке компания Wienerberger работает с 2003 года. На сегодняшний день на трех заводах в России работают порядка 300 человек. Завод имеет 3 производственных линии во Владимирской области и в Татарстане общей мощностью до 450 млн. НФ в год. Все продажи осуществляются через дилерскую сеть.
Wienerberger во Владимирской области и Татарстане
Первая производственная линия завода «Винербергер Кирпич» Кипрево-1, построенного в 90 км от Москвы во Владимирской области рядом с деревней Кипрево, была запущена в эксплуатацию в конце 2006 года. Данная линия специализируется на производстве поризованных керамических блоков Porotherm размером до 14,3 НФ. Керамические блоки применяются для возведения несущих, ненесущих и самонесущих стен в малоэтажном и многоэтажном строительстве.Вторая производственная линия Кипрево-2, запущенная в конце 2008 года, также сконцентрирована на производстве поризованных керамических блоков Porotherm.
Производственная линия в Республике Татарстан (Высокогорский район, ст. Куркачи)  введена в эксплуатацию в конце 2008 года. Её проектная мощность составляет 150 млн у.е. кирпича в год.
Керамические блоки Porotherm обладают высокими теплоизоляционными свойствами и применяются для возведения стен в малоэтажном и многоэтажном строительстве.
Внешние стены, смонтированные из блоков Porotherm, как правило, не требуют дополнительного утепления, что позволяет создать комфортный климат внутри жилых помещений.
Вся выпускаемая продукция соответствует ГОСТ 530-2012.
Wienerberger в Эстонии 
В Эстонии концерну Wienerberger принадлежит построенный в 2006 году кирпичный завод в посёлке Азери. Производственная мощность завода составляет более 50 миллионов кирпичей из синей глины кембрийского периода.

## Продукция
Строительные материалы Wienerberger
Основное направление деятельности концерна — производство керамических строительных материалов:
- керамические блоки Porotherm
- керамические и клинкерные кирпичи Terca
- керамическая плитка Terca
- керамическая черепица Koramic
- керамическая черепица Tondach
- клинкерная брусчатка Penter